# Tasema bipars
Tasema bipars är en fjärilsart som beskrevs av Walker 1856. Tasema bipars ingår i släktet Tasema och familjen bastardsvärmare. Inga underarter finns listade i Catalogue of Life.